# Lago Lubāns
O lago Lubāns (em letão:  Lubāns, Lubānas ezers ou Lubāna ezers) é um lago na Letónia, o de maior extensão no país. O lago localiza-se no centro da veiga do leste da Letónia, no distrito de Madona. É um lago pouco profundo de drenagem, alimentado pelos rios Rēzekne, Malta, Malmuta e Lisinja e alguns outros menores, tendo como efluentes o rio Aiviekste e o rio Daugava.
Depois de inundações na primavera de 1926, foram construídas várias represas e canais. Desta forma, a altitude das águas do lago está controlada, flutuando entre aproximadamente 90 e 93 metros acima do nível do mar. Quando as águas atingem os 90,75 metros de altitude, tem uma área de 25 km2, extensão que aumenta até 100 km2 quanto a altitude da superfície chega a 92,75 metros.
O complexo de zonas húmidas de Lubāns, com uma área de 48 020 hectares 56° 49′ N, 26° 54′ L é o sítio Ramsar n.º 1384, tendo sido classificado em 2002. É a zona húmida de maior extensão na Letónia, englobando não apenas o lago Lubāns, de escassa profundidade, mas também zonas distintas, como áreas pantanosas, pradarias inundadas ou bosques húmidos; no total estão representados 15 habitats protegidos de importância europeia. É importante sobretudo por manter espécies de aves raras próprias dos pântanos, mais de 26000 aves aquáticas que descansam no lago durante a migração da primavera, especialmente grupos grandes de cisnes (cisne-pequeno, cisne-bravo). No local coexistem algumas espécies especialmente protegidas: aves como águia-rabalva ou pigargo, águia-gritadeira, narceja, codornizão e mamíferos como castor-europeu, lontra-europeia, lobo, urso-pardo o lince-euroaasiático. 